# Cheilinus undulatus
Cheilinus undulatus је зракоперка из реда Perciformes.

## Угроженост
Ова врста се сматра угроженом.

## Распрострањење
Ареал врсте Cheilinus undulatus обухвата већи број држава. 
Врста има станиште у Аустралији, Малезији, Индонезији, Филипинима, Кини, Јапану, Индији, Маурицијусу, Оману, Сједињеним Америчким Државама, Саудијској Арабији, Тајланду, Египту, Судану, Сомалији, Мадагаскару, Кенији, Танзанији, Самои, Соломоновим острвима, Тонги, Кирибатима, Фиџију, Маршалским острвима, Тувалуу, Палауу, Вануатуу, Науруу, Папуи Новој Гвинеји, Коморима, Џибутију, Еритреји, Гвинеји, Сејшелима, Камбоџи, Хонгконгу, Малдивима, Сингапуру, Шри Ланци, Јемену, Америчкој Самои, Куковим острвима и Гваму.

## Станиште
Станишта врсте су морски екосистеми.